# Manuel Curto
Manuel José da Luz Correia Curto, est un footballeur portugais, né le 9 juin 1986 à Torres Vedras au Portugal.
Il est notamment connu pour avoir fini co-meilleur buteur avec cinq réalisations (ex æquo avec Cesc Fàbregas et Carlos Hidalgo) de la Coupe du monde des moins de 17 ans 2003.